# Трансформери: Боти Рятувальники
Трансформери: Боти Рятувальники (англ. Transformers: Rescue Bots) — анімаційний мультсеріал виробництва компанії Hasbro Studios, вперше показаний на телеканалі The Hub 17 грудня 2011 року. На відміну від інших мультсеріалів про Трансформерів, Боти Рятувальники розраховані на молодшу аудиторію.
На цю мить було показано 4 сезони мультсеріалу по 26 серій. Прем'єра 1 сезону в Україні відбулася на телеканалі ПлюсПлюс.
Українською мовою мультсеріал дубльовано студією «1+1». Ролі озвучували: Олександр Завальський, Ніна Касторф, Дмитро Завадський та Андрій Мостренко.

## Сюжет

### Перший сезон (2012)
Рятувальний загін Сигма-17 отримує запрошення на Землю від лідера автоботів — Оптімуса Прайма, який дає Ботам нове завдання. У зв'язку з тим, що рідна планета трансформерів була зруйнована внаслідок тривалої війни, Боти мають навчитися співіснувати з людьми на цій планеті, залишаючись при цьому Роботами під Прикриттям. У цьому їм допомагатиме сім'я Бернсів-рятувальників на острові Гріффін Рок, які будуть їхніми напарниками, і з якими вони незабаром стануть найкращими друзями.

### Другий сезон (2014)
Внаслідок незапланованої подорожі у часі і боротьби з підступним вченим доктором Тадеусом Морокко (наприкінці 1 сезону), секрет Ботів відкривається ще двом людям — вченому Гріффін Року доктору Гріну та його кмітливій донці Франсін, які виступатимуть в ролі союзників. Співробітництво Ботів з Грінами дозволило доку відкрити для себе кібертронські технології та створити нові, цікавіші та корисніші винаходи. Боти мають можливість використовувати енергонні насадки, створені на основі іграшок серії «Energize».
Також в цьому сезоні ми вперше зустрічаємо брата шефа — дядька Вудроу Бернса, дізнаємося про засекречений острів несправної техніки та знову слідкуємо за протистоянням команди проти старого ворога — доктора Морокко.

### Третій сезон (2015)
У 3 сезоні Боти отримують нові форми динозаврів, у зв'язку з чим у них з'являється новий ворог — полковник Квінт-Кар'єр. Окрім того, вони знайомляться з давнім другом Оптімуса Прайма — Хай Тайдом, та його асистентом кібер-псом Серво. Згодом, на сусідньому острові, Боти знаходять кібертронців у стазисі, які постраждали внаслідок метеоритного дощу багато років тому на Землі. Вони починають тренування під проводом Хай Тайда, щоб згодом здобути звання Ботів-Рятувальників.

### Четвертий сезон (2016)
Минуло три роки. Боти нарешті відкривають всьому населенню острова таємницю свого походження, після чого починають брати активну участь в житті міста. На зв'язок з командою виходить секретний агент Квікшедоу, а на материку йде будівництво Тренувального Центра Ботів Рятувальників. Також, в одній з серій Ботів відвідує Бамблбі, і розповідає про своє завдання від Оптімуса та свою нову команду. Окрім того, нам вперше за всю історію мультсеріалу показують Десептикона, за яким на острів прибув Автобот Сайдсвайп з команди Бамблбі.

## Персонажі

### Автоботи

#### Боти Рятувальники(Сигма-17)
- Гітвейв — Лідер загону Ботів Рятувальників, отримав це звання через те, що команда та їхня місія має для нього надзвичайно велике значення. Він має запальний характер, і іноді йому доводиться важко стримуватись, коли річ іде про прикриття, адже йому не до вподоби те, що він та члени його команди мають поводитись, як бездушні машини та виконувати людські накази. Але коли річ йде про порятунок, то ніяке полум'я його не зупинить. Співпрацює з пожежником Кейдом Бернсом, з яким іноді не дуже добре ладнає.
- Чейз — Права рука Гітвейва, Бот-поліцейський, для якого є важливим дотримання правил та інструкцій. Зацікавлений у даній місії та співпраці з людьми заради збереження порядку. Сміливий, лояльний, відповідальний. Добре ладнає зі своїм напарником — шефом Чарлі Бернсом.
- Болдер — Бот-інженер і основна фізична сила в команді. Розумний і добродушний, завжди намагається дізнатися щось про Землю від свого напарника — Ґрема, з яким, своєю чергою, ділиться знанням кібертронських технологій. Любить природу і мистецтво.
- Блейдз — Веселий і добродушний Бот. Боїться висоти, але за іронією долі, був змушений обрати форму гелікоптера для сканування. Та з цим страхом(як і деякими іншими) йому допомагає боротися його напарниця — Денні Бернс. Попри все, він радий бути членом команди й завжди готовий прийти на допомогу. Любить різні телешоу і є великим прихильником Бамблбі.

##### Інші Боти Рятувальники
- Селведж — Товариський Бот, який трансформується у сміттєвоз. Те, що для на думку інших є брухтом, він зберігає як цінність, а потім з користю використовує, зокрема під час рятувальних операцій. На відміну від свого товариша Блорра, він тихий, спокійний і завжди наперед обдумує свої дії.
- Блер — Дружелюбний та життєрадісний Бот-гонщик. Непосидючий і часом нерозсудливий, він за будь-якої нагоди намагається довести всім свою швидкість та спритність, що іноді створює загрозу для оточення. Раніше вважав людину примітивною істотою, яка не варта жодної уваги, та згодом його думка змінилася на вельми протилежну. Попри всі свої вади, він не прагне нікому нашкодити, а часом його рішучість дозволяє йому йти на відчайдушні кроки, аби захистити невинних.
- Квікшедоу
- Хай Тайд

###### Міні-Кони
- Серво — механічний пес Хай Тайда

###### Команда Бамблбі
- Бамблбі — бот із команди Оптімуса
- Сайдсвайп

###### Інші Автоботи
- Оптімус Прайм — лідер автоботів

### Десептекони

#### Міні-Кони
Баунс 

### Люди

#### Сім'я героїв
- Коді Бернс — син Шефа Бернса
- Чарлі Бернс — ватажок поліцейський, напарник Чейза
- Кейд Бернс — пожежник, напарник Гітвейва
- Ґрем Бернс — інженер, напарник Боулдера
- Денні Бернс — пілот, напарниця Блейдза
- Вудроу Бернс — брат Шефа Бернса

##### Сім'я Грінів
- Езра (Доктор) Ґрін — науковець
- Анна Ґрін (Баранова) — науковець
- Сісі Ґрін
- Франсін Ґрін — подруга Коді

###### Інші люди
- Мер Ласкі
- Гакслі Прескотт
- Місіс Нідерлендер
- Містер Гаррісон
- Гейлі

### Антагоністи
- Доктор Тадеус Морокко
- Меделін Пінч
- Прісцилла Пінч
- Еван і Майлз
- Полковник Квінт Кар'єр
- Вірус Морокко